# Leporillus apicalis
Leporillus apicalis е изчезнал вид бозайник от семейство Мишкови (Muridae).

## Разпространение
Видът е бил разпространен в централна Австралия.